# Comité Olímpico Nacional Somalí
El Comité Olímpico Somalí (Somalí: Guddiga Olimbikada Soomaaliyeed) es el Comité Olímpico Nacional que representa a Somalia.